# 木川剛志
木川 剛志（きがわ つよし、1976年8月21日 - ）は、日本の研究者。専門は都市計画学、観光学。和歌山大学観光学部教授。博士（工学）

## 略歴・人物
1976年、京都市上京区上七軒界隈に生まれる。祖父は第一映画、新興京都や大映に属した美術制作の職人、木川義人。祖父の現場に通って木工に興味をもった父親が建築家業を始めたことから、建築に興味を持ちながら育つ。親の引っ越しに伴い、京都市立翔鸞小学校から大津市立富士見小学校に転校し、主に大津市で育つ。1992年洛南高等学校Ⅲ類入学 。
1995年京都工芸繊維大学造形工学科入学。研究室は西村征一郎研究室に配属される。在学時よりアジアの建築、特にジェフリー・バワに興味を持ち、1999年3月に卒業後は4月からスリランカの設計事務所、Gruhasta、Suchith Mohotti Private AssociateなどにJunior Architectとして勤務する。日本に帰国後は中国の大連、アメリカのマイアミの設計事務所Beame Architectural Partnershipなどでインターンシップを重ね、2001年よりユニバーシティカレッジロンドンの建築学部、Architectural Advanced Courseの修士課程に入学し、Bill Hiller、Julienne Hanson、Alan Pennなどからスペース・シンタックスを学ぶ。帰国後、京都工芸繊維大学機能科学専攻博士後期課程に進み、2006年博士（工学）。
2006年より、福井工業大学経営情報学科講師となり、2010年よりデザイン学科メディアデザインコース准教授。福井市が主体となって福井駅前の地域活性化を目的としたアートイベント、フクイ夢アートの企画委員となり企画を実行する。2012年に福井市出身の俳優、津田寛治を監督として起用した映画「カタラズのまちで」のプロデューサーをつとめる。これをきっかけとして、自身も監督としての短編映画製作を始める。また、2014年1月から福井駅前に落語専門の寄席小屋、福井駅前寄席きたまえ亭を鳴尾健らと設立。年末の休館まで事務局長として運営する。
2015年4月から和歌山大学観光学部准教授。2017年に監督をつとめた「替わり目」が第9回商店街映画祭でグランプリと串田和美監督賞を得る。2015年10月に津田寛治を審査員長とした福井駅前短編映画祭を立ち上げ、実行委員会代表をつとめている。また、観光学の研究者として、観光映像の研究を進め、2018年3月に日本初となる観光映像に特化した日本国際観光映像祭（英名：Japan World's Tourism Film Festival）を立ち上げている。2020年4月より観光学部教授。

## 作品

### 映画（プロデューサー）
- Colorful (2011年) ー 企画・プロデュース　木川剛志、  監督　山本暁　主演 池田光咲
- カタラズのまちで（2012年）ー　プロデューサー　木川剛志、監督　津田寛治、出演　伊藤凌　渡辺哲、ショートショートフィルムフェスティバル2013ジャパン部門ノミネート, SKIP シティDシネマ国際映画祭　短編映画部門ノミネート

### 映画（監督）
- 君がいた街 （2013年）ー　監督　木川剛志　 出演　谷崎真綾　商店街の人たち　ほか

- 福井の旅　（2014年） ー　監督　木川剛志　 出演　桂蝶六　露の都ほか、第17回長岡インディーズムービーコンペティション観客賞[7]
- 死神（2016年） ー　監督　木川剛志　出演　いつみ　榎ちひろ DJ AKAKABE ほか
- 替わり目（2016）ー　監督　木川剛志　 出演　わかやま楽落会、第9回松本映画祭プロデュース商店街映画祭グランプリおよび串田監督賞, 第2回関前諸島岡村島映画祭最優秀監督賞
- 七曲ブルース（2017）ー　監督　木川剛志　出演　玉田玉秀斎　ぴょんぴょん亭うさぎ、 第１回おおぶショートフィルムコンペティション市長特別賞
- Yokosuka 1953 - Journey to her mother in memory（2020）[8]ー　監督　木川剛志　ドキュメンタリー Yokosuka1953中編版, Festigious International Film Festival　最優秀長編ドキュメンタリー映画賞, Reykjavik Visions Film Festival　最優秀長編ドキュメンタリー映画賞 , Vesuvius International Film Festival　最優秀ドキュメンタリー脚本賞 ,Crown Wood International Film Festival　オフィシャルセレクション （入選） , ISTANBUL FILM AWARDS　オフィシャルセレクション（入選）

## 出演・連載

### テレビ出演
- キャスト - CAST - （朝日放送）ー　特集「生き別れた母を捜し66年ぶり日本へ…再会は？」 2019年10月16日放送　2020年12月28日Youtube公開[9]
- テレメンタリー （テレビ朝日系列　全国放送）ー　「母をさがして ～養子縁組で渡米した洋子～」 2020年4月26日放送
- みんなで作る和歌山情報わくわく編集部　（テレビ和歌山）　ゲスト編集部員　2020年4月3日より

### 新聞連載
- 朝日新聞　ー　「ウラマチぶらり」和歌山版　2017年4月から
- 日刊県民福井　ー　「落語のツボ」2014年3月から2019年3月まで